# Daïra d'El Aouinet
La daïra d'El Aouinet est une circonscription administrative algérienne située dans la wilaya de Tébessa. Son chef-lieu est situé sur la commune éponyme d'El Aouinet.
anciennement (Clair-Fontaine lors de la colonisation française)
La daïra regroupe les deux communes de Boukhadra et El Aouinet.